# GV (Unternehmen)
GV, ehemals Google Ventures, ist der Wagniskapital-Investitionsarm von Alphabet Inc. und bietet Seed-, Wagnis- und Wachstumsfinanzierungen für Technologieunternehmen. Das Unternehmen agiert unabhängig von Google und trifft finanziell motivierte Investitionsentscheidungen. GV strebt Investitionen in Startup-Unternehmen in einer Vielzahl von Bereichen an, die von Internet, Soft- und Hardware über Biowissenschaften, Gesundheitswesen, künstliche Intelligenz, Transport, Cybersicherheit und Landwirtschaft reichen. GV wurde 2009 als Google Ventures gegründet. GV hat Büros in Mountain View, San Francisco, New York City, Cambridge und London.

## Geschichte
Die Gruppe wurde am 31. März 2009 mit einer Kapitalbindung von 100 Millionen US-Dollar gegründet. Im Jahr 2012 wurde diese Verpflichtung auf 300 Millionen Dollar jährlich erhöht, und der Fonds verwaltet 2 Milliarden Dollar. Im Jahr 2014 kündigte die Gruppe 125 Millionen US-Dollar an, um in vielversprechende europäische Start-ups zu investieren. Bis 2014 investierte sie in Unternehmen wie Shape Security. Im Dezember 2015 wurde das Unternehmen in GV umbenannt und mit einem neuen Logo versehen. Seit 2016 ist die GV als Seed-Investor weniger aktiv, sondern verlagert ihre Aufmerksamkeit auf reifere Unternehmen.

## Dienstleistungsmodell
GV war eine der ersten Risikokapitalgesellschaften, die das Risikokapital-Servicemodell anwandte. Es ermöglicht Portfoliounternehmen den Zugang zu operativer Hilfe nach einer Finanzinvestition. Vollzeitpartner bei GV arbeiten mit Portfoliounternehmen in den Bereichen Design und Produktmanagement, Marketing, Ingenieurwesen und Personalbeschaffung zusammen.
GV hat einen intensiven, fünftägigen Designprozess entwickelt, den sogenannten Design Sprint, der Start-ups hilft, Probleme schnell zu lösen.